# Guazhu Hu
Guazhu Hu är en sjö i Kina. Den ligger i provinsen Zhejiang, i den östra delen av landet, omkring 37 kilometer sydost om provinshuvudstaden Hangzhou. Guazhu Hu ligger 6 meter över havet. Arean är 1,4 kvadratkilometer. Runt Guazhu Hu är det i huvudsak tätbebyggt. Den sträcker sig 1,8 kilometer i nord-sydlig riktning, och 1,3 kilometer i öst-västlig riktning.
Genomsnittlig årsnederbörd är 1 912 millimeter. Den regnigaste månaden är juni, med i genomsnitt 316 mm nederbörd, och den torraste är november, med 74 mm nederbörd.